# The Fountain of Lamneth
The Fountain of Lamneth är en låt av det kanadensiska bandet Rush. Den återfinns på albumet Caress of Steel, utgivet den 24 september 1975. Låten är 20 minuter lång, och är den första av tre låtar från Rush som fyller en hel LP-sida. De två andra är "2112" och "Cygnus X-1 Book II: Hemispheres".
Låten består av sex delar. 
1. "In the Valley" – 4:18
2. "Didacts and Narpets" – 1:00
3. "No One at the Bridge" – 4:21
4. "Panacea" – 3:16
5. "Baccus Plateau" – 3:15
6. "The Fountain" – 3:50